# Bruno Kastner
Pour les articles homonymes, voir Kastner.
Bruno Kastner (né probablement le 3 janvier 1891, à Forst, mort le 30 juin 1932 à Bad Kreuznach) est un acteur de théâtre et de cinéma allemand, également scénariste et producteur de films. 
Il fut l'une des stars du cinéma muet allemand.

## Biographie
Bruno Kastner a été l'époux de l'actrice Ida Wüst.
Il se pendit le 30 juin 1932 à Bad Kreuznach.

## Filmographie partielle
- 1917 : Die Bettlerin von St. Marien d'Alfred Halm
- 1917 : Hilde Warren et la Mort (Hilde Warren und der Tod) de Joe May
- 1918 : Die Ehe der Charlotte von Brakel de Paul von Woringen
- 1922 : Der Bekannte Unbekannte d'Erik Lund
- 1924 : Colibri de Victor Janson
- 1926 : La Divorcée (Die Geschiedene Frau) de Victor Janson et Rudolf Dworsky
- 1926 : Les Frères Schellenberg (Die Brüder Schellenberg) de Karl Grune
- 1928 : Luther – Ein Film der deutschen Reformation d'Hans Kyser